# Материальная ответственность в трудовом праве России
Материальная ответственность в трудовом праве России — основанная на нормах трудового права обязанность одной стороны трудового договора возместить ущерб, причинённый другой стороне этого договора.

## Виды материальной ответственности (в трудовом праве Российской Федерации)
Для выделения видов материальной ответственности возможно использовать несколько критериев:
- в зависимости от субъекта ответственности. Материальную ответственность может нести как работник (глава 39 ТК РФ[2]), так и работодатель (глава 38 ТК РФ[3]). Соответственно можно выделить два вида ответственности: материальную ответственность работодателя и материальную ответственность работника.

Представляется возможным разделить материальную ответственность работника также на две группы — в зависимости от количества субъектов ответственности: коллективная ответственность (ст.245 ТК РФ) и индивидуальная ответственность.
- в зависимости от способа установления. Ответственность может устанавливаться по договору (к примеру, договором о полной материальной ответственности — ст.244 ТК РФ[6]) и по закону (случаи наступления полной материальной ответственности — ст.243 ТК РФ[7]).
- в зависимости от пределов ответственности. Хотя ст.232 ТК РФ устанавливает, что «сторона трудового договора (работодатель или работник), причинившая ущерб другой стороне, возмещает этот ущерб»[8], это не всегда означает, что ущерб возмещается в полном объёме.

Работодатель всегда возмещает работнику причинённый ущерб в полной мере. Кроме того материальная ответственность работодателя может и превышать причинённый ущерб, если это установлено трудовым договором или иным соглашением.
Работник же по общему правила отвечает в пределах среднемесячного дохода (ст.241 ТК РФ). Однако из этого правила есть исключения:
1. Случаи, когда работник несёт полную материальную ответственность (ст.ст.243-244 ТК РФ)

2. Трудовым договором или иным соглашением может предусматриваться снижение ответственности работника перед работодателем по сравнению с той, которая установлена в ТК РФ.
Таким образом, возможно выделить четыре вида ответственности:

1. Полная материальная ответственность (для работника — в исключительных случаях, для работодателя — по общем правилу);

2. Пониженная материальная ответственность (для работника — в исключительных случаях);

3. Повышенная материальная ответственность (для работодателя — в исключительных случаях);

4. Материальная ответственность в пределах среднемесячного заработка (для работника — по общему правилу).

## Отдельные виды материальной ответственности

### Полная материальная ответственность работника
Полная материальная ответственность работника перед работодателем может наступать в случаях, если она предусмотрена:
- Трудовым договором. Положения о таковой могут включаться в трудовой договор для таких должностей, как заместитель руководителя организации, главный бухгалтер (ч.2 ст.243 ТК РФ[6]).
- Законом, то есть ч.1 ст.243 ТК РФ и иными актами, к которым отсылает указанная статья([7]). Среди таких случаев:

1. исполнении работником трудовых обязанностей (если на это прямо указывает ТК РФ или иные ФЗ);

2. не при исполнении работником трудовых обязанностей;

3. недостача ценностей, вверенных на основании специального письменного договора или полученных по разовому документу;

4. умышленное причинения ущерба;

5. причинение ущерба в состоянии алкогольного, наркотического или иного токсического опьянения;

6. причинение ущерба в результате преступных действий, административного проступка (совершение правонарушения);

7. разглашение сведений, составляющих охраняемую законом тайну (если это предусмотрено в ФЗ).
- Договором о полной материальной ответственности (ст.244 ТК РФ[7]). Такой договор можно заключить при соблюдении следующих условий:

1. если работник достиг 18-летнего возраста (ч.1 ст.244 ТК РФ);

2. если имущество (в том числе деньги и др. материальные ценности) было непосредственно вверено работнику для обслуживания и использования;

3. должность работника охватывается перечнем работ и категорий работников, с которыми могут заключаться указанные договоры (ч.2 ст.244 ТК РФ). Данный перечень принят Министерством труда (Постановление Министерства труда РФ от 31.12.2002 № 85.
) во исполнение Постановления Правительства РФ от 14.11.2002 № 823. К примеру, в перечне определяется, что договор о полной материальной ответственности можно заключать с лаборантами, методистами кафедр, деканатов, заведующими секторами библиотек.

### Материальная ответственность работодателя перед работником
Материальная ответственность работодателя перед работником наступает в случаях:
- причинения материального вреда:

1. в результате незаконного лишения работника возможности трудиться (незаконное отстранение работника от работы, его увольнения или перевода на другую работу; отказ работодателя от исполнения или несвоевременного исполнения решения органа по рассмотрению трудовых споров или государственного правового инспектора труда о восстановлении работника на прежней работе; задержки работодателем выдачи работнику трудовой книжки, внесения в трудовую книжку неправильной или не соответствующей законодательству формулировки причины увольнения работника) — ст.234 ТК РФ;
2. ущерб, причинённый имуществу работника (работодатель должен обеспечить сохранность только того имущества, которое необходимо работнику для выполнения трудовой функции — прямо или косвенно: например, работодатель обязан обеспечить условия для хранения верхней одеждой. Ведь без верхней одежды работник не смог бы попасть на рабочее место) — ст.235 ТК РФ;
3. задержкой выплаты заработной платы и других выплат — ст.236 ТК РФ;
- причинения морального вреда, причиненного работнику (моральный вред априори причиняется работнику при нарушении трудового законодательства работодателем) — ст.237 ТК РФ[7].

## Порядок взыскания ущерба с работника
В соответствии со ст.248 ТК РФ возмещение может происходить как добровольно, так принудительно:
- Добровольное возмещение вреда — работник соглашается с необходимостью возместить вред и самостоятельно возмещает его.

При добровольном возмещении возможна рассрочка платежа (по согласованию сторон). Согласованию подлежит как сам факт рассрочки, так и конкретные суммы и сроки их выплат. Работник представляет работодателю письменное обязательство о возмещении ущерба с указанием сроков платежей и сумм, подлежащих выплате.
- Принудительное возмещение вреда:

1. по распоряжению работодателя. Возмещение вреда по распоряжению работодателя производится при условиях, если:
а) сумма причиненного ущерба не превышает размер среднего месячного заработка;

б) не истек месячный срок со дня окончательного установления работодателем размера причиненного работником ущерба.
При этом «работник имеет право обжаловать действия работодателя в суд».
2. в судебном порядке. Возмещение вреда в судебном порядке производится в случаях:
а) сумма причиненного ущерба превышает его средний месячный заработок;

б) месячный срок истёк.

в) увольнение работника, давшего письменное обязательство о добровольном возмещении ущерба, но отказавшегося возместить ущерб после увольнения.
Способы возмещения ущерба, причиненного работником работодателю (ст.248 ТК РФ):
- по общему правилу работник возмещает ущерб причинённый работодателю в денежной форме;
- с согласия работодателя работник в счёт возмещения ущерба может:

1. передать равноценное имущество;

2. исправить повреждённое имущество.